# A hallgatag asszony
A hallgatag asszony Richard Strauss vígoperája három felvonásban (eredeti címe Die schweigsame Frau, op. 80 TrV 265). Szövegét Ben Jonson A szótlan asszony (Epicoene or The Silent Woman, 1609) c. komédiája nyomán Stefan Zweig írta.
Ősbemutatója a drezdai Semperoperben volt 1935. június 24-én. Magyarországon 1977. október 13-án az Operaházban mutatták be, az akkor „keletnémet” drezdai Állami Opera vendégjátékaként. Magyar produkcióban 2013. október 10-én hangzott el először Anger Ferenc rendezésében, Kocsis Zoltán vezényletével, a Művészetek Palotájában.
Az opera három átkomponált felvonásból áll. Játékideje: I. felvonás: 53 perc, II. felvonás: 72 perc, III. felvonás: 50 perc.

## A mű története
A Hugo von Hofmannsthal halála után új, állandó librettistáját Stefan Zweig személyében megtaláló Strauss első találkozásukkor, 1931. november 20-án lelkesen fogadta az író ötletét, hogy Ben Jonson vígjátéka alapján írja meg következő operáját. Zweig 1932 szeptemberében juttatta el a szövegkönyv első részét a zeneszerzőhöz, és 1933 januárjában a maradékot, szinte egyszerre Adolf Hitler kancellárrá választásával. Az író zsidó származása hatalmas problémát okozott a berendezkedő náci rendszerben a komponistának. Joseph Goebbels gyakori találkozásaik alkalmával érzékeltette, hogy a librettista személye nem szerencsés, bár az ősbemutató utáni betiltásról nem szólt. A drezdai próbák idején csak Strauss követelésére írták fel Zweig nevét a plakátokra, de ez elég volt ahhoz, hogy az operakedvelő Hitler távol maradjon a sikeres estétől, és csak egy további előadást tartottak. (Maria Cebotari betegségével [?] magyarázták a harmadik előadás elmaradását.) A zeneszerzőnek a rendszer iránti maximális lojalitása ellenére a második világháború végéig nem került újra színpadra a mű Németországban. (Németül Grazban [1935], Zürichben [1936] és Prágában [1937], olaszul a milánói La Scalában [1936] játszották 1945-ig.)

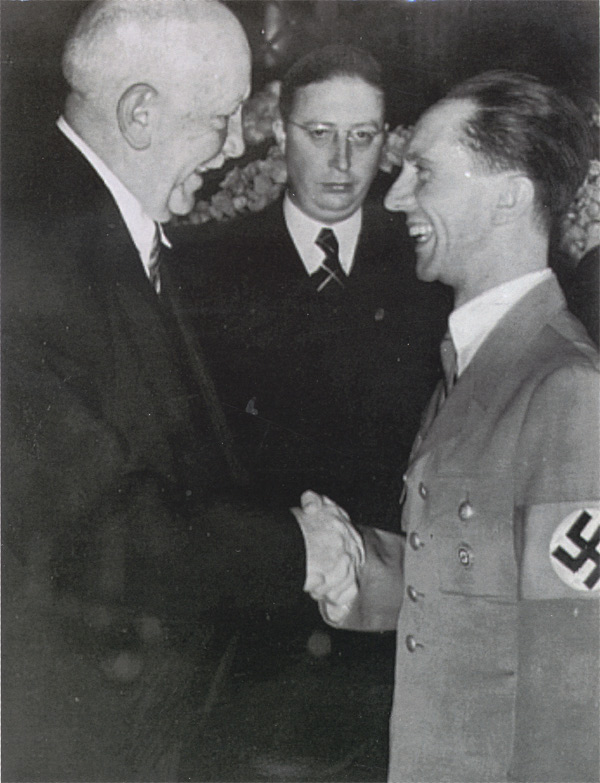
Richard Strauss (balra) és Joseph Goebbels (jobbra) 1938-ban. Középen Heinz Drewes, a Zenei Kamara főintendánsa

A hallgatag asszonynak további jelentős kihatása volt a komponista életére. A német titkosszolgálat figyelte Strauss és Zweig levelezését, szakmai és emberi kapcsolatuk miatt Hitler utasította Goebbelst, hogy „egészségi okokból” mondassa le a komponistát a Birodalmi Zenei Kamara éléről, aki két héttel a premier után, július 6-án, első felszólításra megtette (csak július 13-án jelentették be).

## Szereplők
- Sir Morosus (basszus v. bariton)
- A házvezetőnője (alt)
- A borbély (bariton)

K o m é d i á s o k  
- Henry Morosus (tenor)
- Aminta, a felesége (koloratúrszoprán)
- Isotta (koloratúrszoprán)
- Carlotta (alt v. mezzoszoprán)
- Morbio (bariton v. basszus)
- Vanuzzi (basszus)
- Farfallo (basszus)

Komédiások, szomszédok (vegyeskar)

## Hangszerelése
- 14 I. hegedű, 12 II. hegedű, 8–8 brácsa és cselló, 5–6 nagybőgő, 3 fuvola (a 3. piccolóra vált), 2 oboa, 1 angolkürt, 3 klarinét, 1 basszusklarinét, 4 kürt, 3–3 trombita és harsona, 1 basszustuba, üstdob, ütőhangszerek (3–4 játékos), harangok, cseleszta, hárfa.
- Színpadi zene: orgona, csembaló, trombiták, dudák, dobok

## Cselekménye
Hely: London egyik elővárosa
Idő: 1780 körül
Szín: Sir Morosus szobája. Tágas, rendetlen tér, számos tárggyal, ami azt jelzi, hogy egy egykori tengerész lakik benne. Hajómodellek, lobogók, puskák, horgony, halcsontvázak, hajókötelek. Feltűnő, hogy az ajtókat vastag függönyök vagy zsákok takarják.
[Sir John Morosus aktív tengerész korában egy robbanást élt át hajóján, s azóta a legkisebb zörejre is érzékeny. Visszavonulása óta házvezetőnőjével él.]

### I. felvonás
Délelőtt.
A házvezetőnő éppen takarít, mikor a borbély napi látogatására érkezik. Beszélgetésükre felébred Sir Morosus. Az ingerült nyugalmazott kapitányt nyugtatgatja a borbély, javasolja, hogy hozzon a házhoz egy csendes asszonyt. Ekkor érkezik meg Sir Morosus elveszettnek hitt unokaöccse, Henry. A nagybácsi örül előkerülésének, míg ki nem derül, hogy magával hozta új hazájából, Olaszországból azt az operatársulatot, melynek ő és felesége, Aminta is tagja. Henry maradhatna, de ő nem akarja hitvesét magára hagyni. A kiutasított lármás trupp hajlandó bosszút állni a velük való bánásmódért. A borbéllyal összebeszélnek, hogy álruhában bemutatnak neki közülük való hölgyeket, s a kiválasztott az esküvő után majd megkeseríti a volt kapitány életét.

### II. felvonás
A következő nap délutánja.
A házvezetőnő az alkalomhoz illő ruhát ad Sir Morosusra. Jön a borbély, magával hozva a vándortársulat beöltöztetett tagjait: Carlottát, Isottát és Amintát (Timidia néven) mint eladó lányokat, Vanuzzit papként, Morbiot jegyzőként. A bemutatáskor Carlotta és Isotta nem nyeri el  Sir Morosus tetszését, de az előzetes megbeszélés szerint végtelenül „szende” Timidia leveszi a lábáról. Rögtön házasságot kötnek, az ifjú pár magára marad, Aminta/Timidia néhány meghitt perc után kimutatja igazi valóját: fúriaként tombol. Összetör néhányat a kapitány hajómodelljeiből, leszaggatja a zajvédő függönyöket. A „véletlenül” arra járó Henry menti meg tőle bácsikáját. Ágyba küldi az öreget, s Amintával magára maradva boldogan ölelik át egymást.

### III. felvonás
Mielőtt a függöny felmegy kalapálás és dörömbölés hallatszik.
Ugyanaz a szoba nagy rendetlenségben. A színtársulat munkásnak öltözött tagjai szöget vernek a falba, mások nagy robajjal ládákat, tükröt, különböző eszközöket hoznak le a lépcsőn és nagy reccsenéssel teszik le. Közben ritmikus kalapálás hallatszik a falon.
„Timidia” átvette az irányítást a házban, korszerűsít. A nagyobb (zaj)hatás kedvéért egy beszélő papagájt is beszerzett. Mindennek tetejében énekleckéket is vesz, Henryt megtéve tanárául. A kétségbeesett Sir Morosus megmentésére a borbély érkezik a vándortársulat további beöltöztetett tagjaival: Vanuzzi mint főbíró, Morbio és Farfallo ügyvédként. A kapitány válni akar, de a „jogászok” ennek különböző akadályait látják. Végül mikor a házasság felbontására a legkisebb az esély, Henry megállítja a színjátékot, leleplezi bácsikája előtt a helyzetet, aki egészen megenyhül. Barátságosan elbúcsúzik a társulattól. Nem kifogásolja már az unokaöcs rangon aluli házasságát, amiért ki akarta tagadni az örökségből. Örül, hogy már nem az övé az ara. Dicséri a zenét, főleg azt a részét amikor véget ér. Leírhatatlanul boldog, hogy a házban újra nyugalom lesz.

## Diszkográfia
Theo Adam (Sir Morosus), Eberhard Büchner (Henry Morosus), Jeanette Scovotti (Aminta), Annelies Burmeister (A házvezetőnő), Wolfgang Schöne (borbély) stb.; Szász Állami Zenekar, vez. Marek Janowski (1976–77) EMI 5 59873 2 és 5 66033 2

## Külső hivatkozások
- Az opera librettója németül